# Best in the World (2015)
Pour les articles homonymes, voir Best in the World.
L'édition 2015 de Best in the World : Battle of the Belts est une manifestation de catch (lutte professionnelle) en paiement à la séance (pay-per-view), produite par la fédération américaine Ring of Honor (ROH), initialement diffusée en haute définition et en direct sur le câble et via satellite, ainsi que sur Destination America, aux États-Unis. Elle est également disponible en ligne, sur le site d'hébergement de vidéos Ustream et via l'application mobile Flipps. Le pay-per-view (PPV) se déroule le 19 juin 2015 au Terminal 5 (en) à Manhattan, dans l'état de New York. Ce fut la 6e édition de Best in the World.

## Contexte
Les spectacles de la Ring of Honor en paiement à la séance se composent de matchs aux résultats prédéterminés par les scénaristes de la ROH. Ces rencontres sont justifiées par des storylines - une rivalité avec un catcheur, la plupart du temps - ou par des qualifications survenues au cours de shows précédant l'évènement. Tous les catcheurs possèdent un gimmick, c'est-à-dire qu'ils incarnent un personnage face (gentil) ou heel (méchant), qui évolue au fil des rencontres. Un pay-per-view comme Best in the World est donc un événement tournant pour les différentes storylines en cours.

### Jay Briscoe contre Jay Lethal
À la fin du main-event de la première soirée de Global Wars 2015, Jay Lethal, qui prétend être le champion de la fédération, attaque Jay Briscoe, dont ses épaules n'ont pas été rivées au sol depuis plus de deux ans. Le lendemain, la fédération annonce un match entre les deux protagonistes où le titre mondial et le titre de la télévision seront en jeu.

### The Addiction vs reDRagon
Le 4 avril, lors d'un épisode de Ring of Honor Wrestling, The Addiction battent les reDRagon et remportent les ceintures par équipe de la ROH après avoir révélé qu'ils incarnaient le clan des Knight of the Rising Dawn en compagnie de Chris Sabin. Kyle O'Reilly a tenté de récupérer les ceintures dans un match handicap lors de Global Wars 2015. Le 5 juin, la fédération annonce un match revanche sans disqulification possible entre les deux équipes.

## Matchs
| #                                                                | Matchs, | Stipulation                                                                                  | Durée |
| ---------------------------------------------------------------- | --- | -------------------------------------------------------------------------------------------- | ----- |
| Dark                                                             | Cheeseburger bat J. Diesel, The Romantic Touch et Will Ferrara (en)                                                                                            | Four Corners Survival match                                                                  |       |
| 1                                                                | Mark Briscoe (avec O.D.B.) bat Donovan Dijak (avec Truth Martini et J. Diesel)                                                                                 | Match simple                                                                                 | 8:57  |
| 2                                                                | The Decade (en) (B.J. Whitmer & Adam Page) (avec Colby Corino) battent Matt Sydal & ACH                                                                        | Match par équipe                                                                             | 9:08  |
| 3                                                                | Dalton Castle (avec The Boys) bat Silas Young | Match simple                                                                                 | 11:14 |
| 4                                                                | War Machine (Hanson & Raymond Rowe) battent C&C Wrestle Factory (Caprice Coleman & Cedric Alexander)                                                           | Match par équipe                                                                             | 3:33  |
| 5                                                                | Roderick Strong bat Michael Elgin et Moose (avec Stokely Hathaway et Veda Scott (en))                                                                          | Three Way match pour être challenger au ROH World Championship                               | 13:02 |
| 6                                                                | Bullet Club (A.J. Styles & The Young Bucks (Nick Jackson et Matt Jackson)) battent The Kingdom (Adam Cole, Michael Bennett & Matt Taven) (avec Maria Kanellis) | Six Man Tag Team match                                                                       | 14:57 |
| 7                                                                | The Addiction (Christopher Daniels & Frankie Kazarian) (c) battent reDRagon (Kyle O'Reilly & Bobby Fish)                                                       | No Disqualification Tag Team match pour les ROH World Tag Team Championship                  | 15:35 |
| 8                                                                | Jay Lethal (c) (avec Truth Martini, J. Diesel et Donovan Dijak) bat Jay Briscoe (c),                                                                           | Title vs. Title match pour le ROH World Championship et le ROH World Television Championship | 27:27 |
| (c) désigne le(s) champion(s) défendant son titre dans le match. | |                                                                                              |       |